# Хайгерлох
Хайгерлох, устар. Хайгерлок (нем. Haigerloch) — город в Германии, в земле Баден-Вюртемберг. Расположен на северо-западе Швабского Альба, на высоте 500 м. над уровнем моря.
Подчинён административному округу Тюбинген. Входит в состав района Цоллернальб.  Население составляет 10 757 человек (на 31 декабря 2010 года). Занимает площадь 76,46 км². Официальный код  —  08 4 17 025. Подразделяется на 9 городских районов.
Хайгерлох, известный по документам с 1095 года, служил резиденцией графов Гогенцоллерн-Хайгерлохских с 1576 по 1634 год, когда эти земли унаследовали Гогенцоллерн-Зигмарингены. 
Помимо ренессансной резиденции правителей, достопримечательностью Хайгерлоха является музей, посвящённый ядерной программе Третьего рейха. Здесь выставлена копия ядерного реактора, смонтированного в Хайгерлохе в 1945 году.